# 모니미아아과
모니미아아과(Monimia亞科, 학명: Monimioideae 모니미오이데아이[*])는 모니미아과의 아과이다.

## 하위 분류
- 모니미아속(Monimia Thouars)
- 볼도속(Peumus Molina)
- Palmeria F.Muell.

## 계통 분류
레너 외 (2010) 및 필립슨 (1993)의 분류를 따른다.